# Slanská Huta
Slanská Huta (bis 1927 slowakisch „Sálancká Huta“; ungarisch Szalánchuta) ist eine Gemeinde im Osten der Slowakei mit 260 Einwohnern (Stand 31. Dezember 2024), die zum Okres Košice-okolie, einem Teil des Košický kraj, gehört und in der traditionellen Landschaft Abov liegt.

## Geographie
Die Gemeinde befindet sich im Gebirge Slanské vrchy, im kleinen Erosionskessel des Baches Terebľa im Einzugsgebiet der Roňava und somit des Bodrog und hat einen Anteil an der Staatsgrenze zu Ungarn, mit dem 894 m n.m. hohen Grenzberg Veľký Milič (ungarisch Nagy-Milic). Das Ortszentrum liegt auf einer Höhe von 490 m n.m. und ist 30 Kilometer von Košice sowie 32 Kilometer von Trebišov entfernt (Straßenentfernung).
Nachbargemeinden sind Nový Salaš im Norden und Nordosten, Slivník und Kuzmice im Osten, Brezina, Byšta und Pusztafalu (H) im Südosten, Füzér (H) im Süden, Skároš im Westen und Slanec im Nordwesten.

## Geschichte
Slanská Huta wurde zum ersten Mal 1772 als Szalancz Huta schriftlich erwähnt und war ursprünglich eine auf dem Gemeindegebiet von Nový Salaš gelegene Kolonie von Untermieterfamilien im Gemeindegebiet, die in der örtlichen Glashütte des Geschlechts Forgách arbeiteten. Die Siedlung war Teil der Herrschaft von Slanec und wurde 1880 zur eigenständigen Gemeinde erhoben. 1828 zählte man 39 Häuser und 280 Einwohner.
Bis 1918/1919 gehörte der im Komitat Abaúj-Torna liegende Ort zum Königreich Ungarn und kam danach zur Tschechoslowakei beziehungsweise heute Slowakei. Wegen der Grenznähe zu Horthys Ungarn baute die tschechoslowakische Armee eine Reihe Maschinengewehrbunker beim Ort. Siebzehn der Bunker sind bis heute in gutem Zustand erhalten geblieben.

## Bevölkerung
| Jahr                | 1994 | 2004     | 2014     | 2024    |
| ------------------- | ---- | -------- | -------- | ------- |
| Anzahl der Personen | 256  | 215      | 241      | 260     |
| Unterschied         |      | −16,01 % | +12,09 % | +7,88 % |

| Jahr                | 2023 | 2024    |
| ------------------- | ---- | ------- |
| Anzahl der Personen | 252  | 260     |
| Unterschied         |      | +3,17 % |

Gemäß der Volkszählung 2011 wohnten in Slanská Huta 205 Einwohner, davon 198 Slowaken und ein Tscheche. Sechs Einwohner machten keine Angabe zur Ethnie.
188 Einwohner bekannten sich zur römisch-katholischen Kirche und zwei Einwohner zur reformierten Kirche. Ein Einwohner bekannte sich zu einer anderen Konfession, neun Einwohner waren konfessionslos und bei fünf Einwohnern wurde die Konfession nicht ermittelt.

## Verkehr
Nach Slanská Huta führt nur die Straße 3. Ordnung 3771 von Nový Salaš und Slanec heraus. Der nächste Bahnanschluss an der Bahnstrecke Čierna nad Tisou–Košice ist in Slanec.